# Северная станция водоподготовки
Северная станция водоподготовки — предприятие водоснабжения города Москвы, подающее волжскую воду из системы водохранилищ канала имени Москвы. Расположена на территории бывшего посёлка Северный, в настоящее время — район Северный Северо-Восточного административного округа Москвы, между МКАД и городом Долгопрудный по Дмитровскому шоссе.
Эксплуатирующая организация — «Мосводоканал».

## История
Подготовительные работы начались в 1947 году. 10 ноября 1947 года Управление строительства Северной водопроводной станции было передано Главгидрострою МВД СССР. Проект выполнен Моспроектом, автор проекта — архитектор Константин Константинович Бартошевич.
24 февраля 1948 года был организован Марковский исправительно-трудовой лагерь (также — ИТЛ и Строительство Северной водопроводной станции, Севводстрой) с дислокацией управления строительства на станции Марк Ярославской железной дороги (ныне — Савёловское направление МЖД). В дальнейшем, после разворачивания строительства и сооружения вспомогательных построек и жилых зданий, управление передислоцировалось на станцию Долгопрудная той же дороги, а затем в новопостроенный посёлок Северный (в 2-х километрах от Долгопрудной, на месте села Виноградово), подчинённый Тимирязевскому району Москвы..
От железнодорожного перегона Бескудниково—Лианозово была проложена подъездная ветка с нормальной колеёй.
Вода с новой водопроводной станции была подана в московские дома 12 апреля 1952 года. Проектная производительность станции составляет около 2 млн м³ воды в сутки.
Лагерь продолжал существовать и после этого: заключённые ликвидировали недоделки на основном объекте, работали на различных стройках и производствах в Московской области. Севводстрой был закрыт 29 апреля 1953 года, при этом все лагерные подразделения были переданы Управлению исправительно-трудовых лагерей и колоний Управления Минюста СССР по Московской области.. В бывшие бараки для заключённых заселили обычных людей, посёлок стал называться также Севводстрой.